# روبرت فرانكلين بيكهام
روبرت فرانكلين بيكهام (بالإنجليزية: Robert Franklin Beckham)‏ هو ضابط أمريكي، ولد في 6 مايو 1837 في كولبيبر في الولايات المتحدة، وتوفي في 5 ديسمبر 1864 في مقاطعة موري في الولايات المتحدة.